# Fiorinia fijiensis
Fiorinia fijiensis är en insektsart som beskrevs av Williams och Watson 1988. Fiorinia fijiensis ingår i släktet Fiorinia och familjen pansarsköldlöss.
Artens utbredningsområde är Fiji. Inga underarter finns listade i Catalogue of Life.